# Luciano Conati
Luciano Conati (Marano di Valpolicella, 17 marzo 1950 – Verona, 5 febbraio 2016) è stato un ciclista su strada italiano.
Professionista dal 1973 al 1979, conta la vittoria di una tappa al Giro d'Italia 1976.

## Carriera
Corse per la Scic ed ottenne una sola vittoria, la ventesima tappa del Giro d'Italia 1976 da Vigo di Fassa a Terme di Comano. Fu secondo nella sesta tappa del Tour de Suisse 1973 e nella prima semitappa della seconda tappa del Tour Méditerranéen nel 1975.

## Palmarès
- 1970 (dilettanti)

Coppa Città di Lonigo
- 1972 (dilettanti)

Trofeo Alberto Triverio
- 1976 (Scic, una vittoria)

20ª tappa Giro d'Italia (Vigo di Fassa > Terme di Comano)

## Piazzamenti

### Grandi Giri
- Giro d'Italia

1973: 25º
1974: 26º
1975: 21º
1976: ritirato
1977: 41º
1978: 46º
- Tour de France

1976: 37º

### Classiche monumento
- Milano-Sanremo

1974: 26º
1978: 26º